# Khata

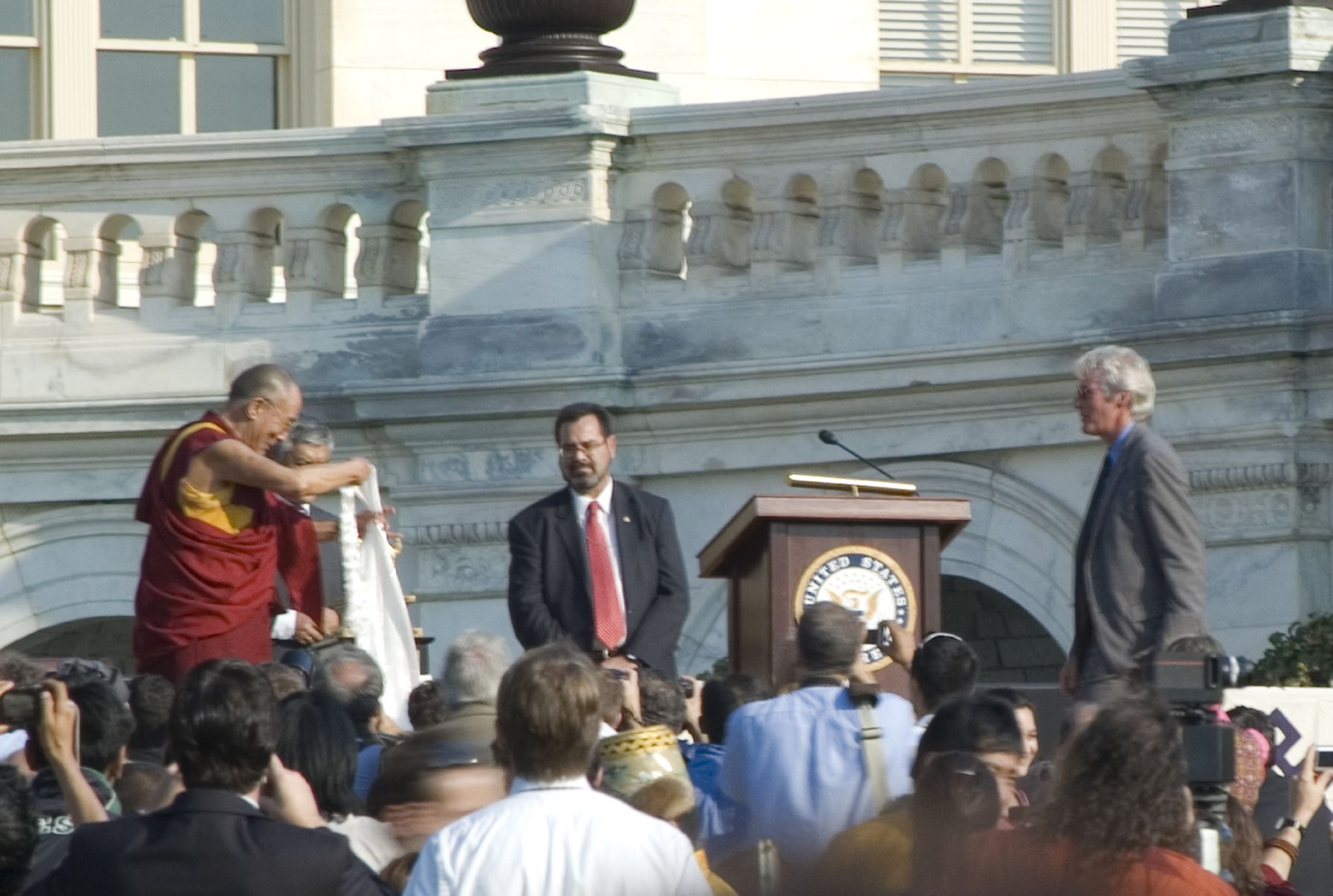
Richard Gere ontvangt een khata van de veertiende dalai lama

Een khata (Tibetaans) of khadag (Mongools) is een traditionele ceremoniële sjaal die gebruikt wordt in Tibet en Mongolië. Hij symboliseert goede wil, gunst en compassie en is meestal gemaakt van zijde.
Tibetaanse khata's zijn meestal wit waarmee het het pure hart van de gever symboliseert, hoewel ook geregeld gele of goudkleurige khata's worden geschonken. Mongoolse khadags zijn meestal blauw dat de lucht symboliseert.
De khata is een veelzijdig geschenk. Het kan aan de gastheer of -vrouw worden gegeven op een willekeurige feestelijke gebeurtenis, zoals bij een geboorte, huwelijk, begrafenis, het slagen voor een studie, het bereiken van hogere positie in het Tibetaans boeddhisme of werk, bij aankomst en vertrek van gasten, enz. Tibetanen geven het in het algemeen als erkenning van tashi deleg (geluk) op het moment dat het geschonken wordt. In Mongolië worden khadags vaak vastgebonden aan een ovoo, stoepa of aan speciale bomen of stenen.
Dalai lama Tenzin Gyatso staat bekend om zijn geschenken van khata's aan diplomaten, gasten of andere monniken, waarmee hij puurheid symboliseert en de intentie van het begin van een nieuwe relatie. In het algemeen worden lama's of regeringsvertegenwoordigers khata's gegeven voordat ze bijvoorbeeld om hulp worden gevraagd. In deze gevallen symboliseert de khata, dat het verzoek vrij van negatieve gedachtes of motieven is. Omgekeerd kan ook een lama zijn studenten of gasten een khata aanbieden, maar ook kan een lama een khata geschonken krijgen waarbij deze hem weer terugschenkt.
Door toedoen van de Duitse schilder en kinderboeken- en reisverhalenschrijver Fritz Mühlenweg wordt de khata door veel Duitse scouting-organisaties gebruikt sinds 1954.
Khata's worden in acht soorten onderverdeeld:
- Khata's in drie verschillende maten, uit zijde met ingeweven boeddhistische symbolen
- Mongoolse khata's in lichtblauw
- Ashi khata uit zuivere zijde
- Subshi uit katoen
- Sothar
- Khachi